# Paweł Woszek
Paweł Woszek (ur. 12 lipca 1906 w Grudzicach) – polski polityk, poseł na Sejm PRL I kadencji.

## Życiorys
Syn Pawła. Ukończył 8 klas szkoły powszechnej oraz 3 klasy szkoły zawodowej, został kierownikiem kamieniołomu w Cementowni Groszowice. Został członkiem Polskiej Zjednoczonej Partii Robotniczej. Pełnił funkcję zastępcy przewodniczącego Powiatowej Rady Narodowej w Opolu. W 1952 uzyskał mandat posła na Sejm PRL I kadencji w okręgu Opole, w parlamencie pracował w Komisji dla rozpatrzenia zmian Ordynacji Wyborczej oraz w Komisji Przemysłu.
W 1955 został odznaczony Medalem 10-lecia Polski Ludowej.